# カタジロクロシトド
カタジロクロシトド（Calamospiza melanocorys）は、ホオジロ科に分類される鳥類の一種。北アメリカ大陸中部および西部に分布しており、1931年にコロラド州の州の鳥に指定された。

## 分類
カタジロクロシトド属は単型で、本種のみが分類される。 1837年にジョン・カーク・タウンゼントがトーマス・ナトールと旅行中に採取した標本を基に、Fringilla bicolor として初めて記載した。この学名は既に使用されていたため、1885年にレオナード・ヘス・ステイネガーが Calamospiza melanocorys と改名した。1838年にシャルル・リュシアン・ボナパルトによって独自の属に既に分類されていた。

## 分布と生息地
北米の草原に生息するスズメ目の鳥の中で最も一般的な種である。繁殖地はカナダ中部と米国中西部の草原地帯である。秋には群れをなして越冬地のテキサス州南部、アリゾナ州、メキシコ北部の高原に渡りをする。

## 形態
短く太い青みがかった嘴を持つ小型の鳴鳥である。翼には大きな白い斑点があり、尾羽は比較的短く、先端は白い。繁殖期の雄は全身が黒く、翼の上部に大きな白い斑点がある。非繁殖期では雌雄が似ており、灰褐色で白い縞模様がある。全長140 - 180 mm、重量37 - 43 g、翼開長250 - 280 mm。

## 生態
主に地上で餌を探し、夏は主に昆虫、冬は種子を食べる。昆虫を追って短距離飛行することもある。営巣期以外は、群れで餌を探すことが多い。
通常、散在したコロニーで巣を作る。雄は巣の縄張りの上空を飛び、縄張りの所有権を主張するときに、地面に降りて鳴く。鳴き声は、口笛のような音とトリルのような音を混ぜたものである。柔らかい「フー」という鳴き声を出す。巣は草地の地面にカップ状に作られる。
社会的に一夫一婦制であり、つがい外の交配が広く行われている。一夫多妻制の機会が限られているため、社会的な一夫一婦制が存在するとされている。雄同士、雌同士の間には配偶者をめぐる争いでかなりの攻撃性がある。多くの雄は社会的配偶者を見つけることができないが、これは雄に偏った性比、社会的一夫一婦制、つがい外の繁殖頻度が原因とされる。社会的配偶者の獲得は雄の適応度の重要な要素であるため、社会的交配の成功は雄の形質の選択において重要な役割を果たしている。
雌の配偶者選択は年によって大きく異なる。雌は年によって雄の黒い色、翼の模様の大きさ、くちばしの大きさ、その他の特徴に基づいて好みを示す。雌の選択が年によって極端に異なるため、雄の遺伝的変異がいくつか維持される。ある研究では、雌が選択する可能性のある複数の特徴を評価するために、体の黒い羽毛と茶色の羽毛の割合、翼の模様の大きさと色、体の大きさ、くちばしの大きさ、および質量を測定した。社会的な交配の成功と年間の総合的な適応度を測定した結果、雌の選択が主な要因であることが判明した。雌の選択の変化は、生態学的および社会的環境の変化に適応するために有利である。
雌の選択の変化はダーウィンフィンチに見られる現象と類似しており、ダーウィンフィンチでは、年を経るごとに変化する食糧供給のために異なるくちばしのサイズと形状が好まれ、自然選択における時間的選択として定義される。カタジロクロシトドでは、ある年に肯定的に選択された形質が、その前の年には否定的に選択された可能性が高い。これらの変動は、長期間にわたる性選択パターンを見ることの重要性を浮き彫りにしている。雌の好みを毎年特定することは可能だが、これらの評価を推定することは困難である。雌の選択が毎年変化するもう1つの結果は、雄の形質に対する表現型選択が潜在的に排除されるということである。
雄は交尾前は縄張り意識が弱いが、縄張りの環境が雌の定着、ひいては雌の繁殖成功と相関しているという証拠がいくつかある。研究によると、日陰は雌の繁殖成功にとって重要な要素である。雄が繁殖期に縄張り意識が強いのは、これが原因であると考えることもできる。しかし雄の攻撃性は変化しない。そのため、雌の選択は適応度の指標となる形質の変化に対応すると結論づけられる。つがい外の交尾は営巣地の質と相関している。多くの研究で、縄張りの特徴は配偶者獲得に重要であることが示されてきたが、最近の研究では、雌の選択と比較して縄張りの役割が低下しているという証拠が示されている。